# Protaetia formosana
Protaetia formosana es una especie de escarabajo del género Protaetia, familia Scarabaeidae. Fue descrita científicamente por Moser en 1910.
Especie nativa de la región paleártica. Habita en Taiwán.